# Joel Nicolau
Joel Nicolau Beltrán (født 23. december 1997 i Llofriu) er en spansk cykelrytter, som kører for Caja Rural-Seguros RGA.